# 布里格斯角
布里格斯角（英語：Briggs Point），是南極洲的海岬，位於南喬治亞群島，處於戈德蘇爾灣東部，在1929年由英國研究隊繪入地圖，由英國海外領土管轄。